# Fisher P-75 Eagle
Le Fisher P-75 Eagle est un prototype de chasseur américain des années 1940 produit par la division Fisher Body de General Motors.
Son développement démarra en septembre 1942, en réponse à une demande de l'US Army Air Forces (USAAF) pour un chasseur possédant une vitesse ascensionnelle extrêmement élevée, utilisant alors le plus puissant moteur à pistons à refroidissement liquide disponible, l'Allison V-3420. Le programme fut abandonné après la production de seulement quelques prototypes et exemplaires de production, car l'avion n'était plus nécessaire dans son rôle initial, ne pouvait pas être rapidement déployé, et ne possédait aucun avantage significatif par rapport à d'autres avions déjà en cours de production.
Le P-75 fut le premier avion conçu sous la supervision de Donovan Berlin, qui avait quitté la compagnie Curtiss-Wright après la conception du projet XP-55 pour rejoindre Fisher et travailler sur le P-75.

## Conception et développement

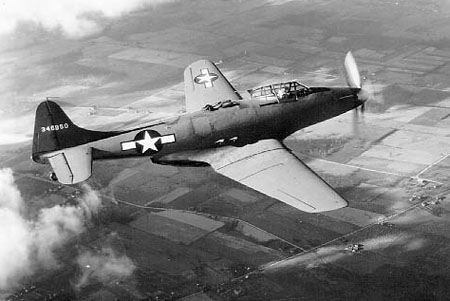
Le premier XP-75 en vol.

En octobre 1942, un contrat pour la fabrication de deux prototypes, désignés XP-75, fut signé avec la Fisher Body Division de General Motors. Le principe clé de la conception fut de réutiliser de nombreux éléments provenant d'appareils existants : Les panneaux d'aile extérieurs du P-51 Mustang, l'assemblage de queue du Douglas A-24 (SBD) et le train d'atterrissage du F4U Corsair. L'agencement général était assez semblable à celui du P-39 Airacobra, avec le moteur placé à mi-longueur du fuselage et une double hélice contrarotative entraînée via un arbre de transmission. Aux premières étapes de la conception cependant, les panneaux extérieurs d'ailes du P-40 Warhawk remplacèrent ceux du P-51.
Milieu 1943, le besoin en chasseurs d'escorte à longue distance devint plus urgent que celui d'intercepteurs à fort taux de montée, et une décision fut prise de commander six XP-75 modifiés pour le rôle à longue distance. À ce moment, une commande de 2 500 appareils de production fut également placée, mais avec la précision que si le premier P-75A n'était pas satisfaisant, la commande complète pourrait être annulée.
À cette période, General Motors était déjà affairé à plusieurs projets concernant l'effort de guerre, incluant la production en masse de plusieurs différents avions, parmi lesquels le Grumman TBF Avenger. Certaines sources affirment que le P-75 était le résultat d'une tactique permettant à General Motors d'éviter d'être obligé de construire les B-29 Superfortress, le P-75 étant un « projet de haute priorité » permettant d'éviter à GM d'avoir à subir la contrainte de la production du B-29. Le nom de P-75 Eagle était significatif car il était la désignation donnée au canon de 75 mm français pendant la Première Guerre mondiale, considéré comme un symbole de la défaite des allemands. Le « Eagle » reçut une importante couverture médiatique avant son premier vol, étant qualifié de « wonder plane » (« super avion »). Les désignations XP-73 et XP-74 ne furent jamais utilisées.

## Histoire opérationnelle

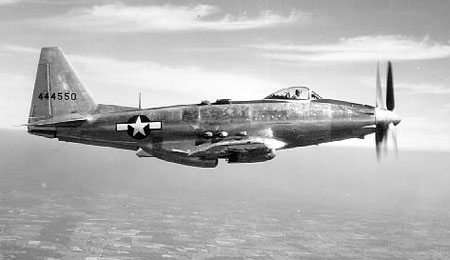
Un Fisher P-75A en vol.

Propulsé par un moteur Allison V-3420-19 à 24 cylindres en W entraînant des hélices coaxiales contrarotatives, le XP-75 vola pour la première fois le 17 novembre 1943. Le second prototype vola peu de temps après, et les six XP-75 « longue distance » entrèrent en phase de tests au printemps 1944. Le programme de test révéla de nombreux problèmes de jeunesse, incluant des erreurs de calcul du centre de gravité du chasseur, l'impossibilité pour le moteur de produire la puissance prévue, un refroidissement de celui-ci inadéquat, des forces importantes appliquées sur les ailerons à grande vitesse, et des caractéristiques médiocres en vrille. Des modifications de conception furent appliquées pour les XP-75 à long rayon d'action, incluant une queue modifiée, une verrière en forme de bulle — ressemblant à celle du P-51 — et un moteur V-3420-23 qui corrigeait la plupart des déficiences rencontrées au début des essais. Les premiers XP-75A débutèrent les essais en vol en septembre 1944.
À ce moment, l'Army Air Forces décida de limiter le nombre de modèles d'avions en production et de ne pas entrer dans la production en masse de nouveaux appareils qui pourraient ne pas être disponibles avant la fin de la guerre. Comme le bimoteur P-38 Lightning et le P-51 Mustang avaient démontré d'excellentes capacités à longue distance, la production en série du P-75A Eagle se termina dès le 6 octobre 1944. Il fut décidé d'utiliser les six appareils de série déjà achevés pour des travaux expérimentaux et le développement du moteur V-3420. Conséquence de ces événements, le P-75A ne termina même pas ses essais de performance. Finalement, seulement trois XP-75 et six P-75A furent construits.

## Exemplaire préservé

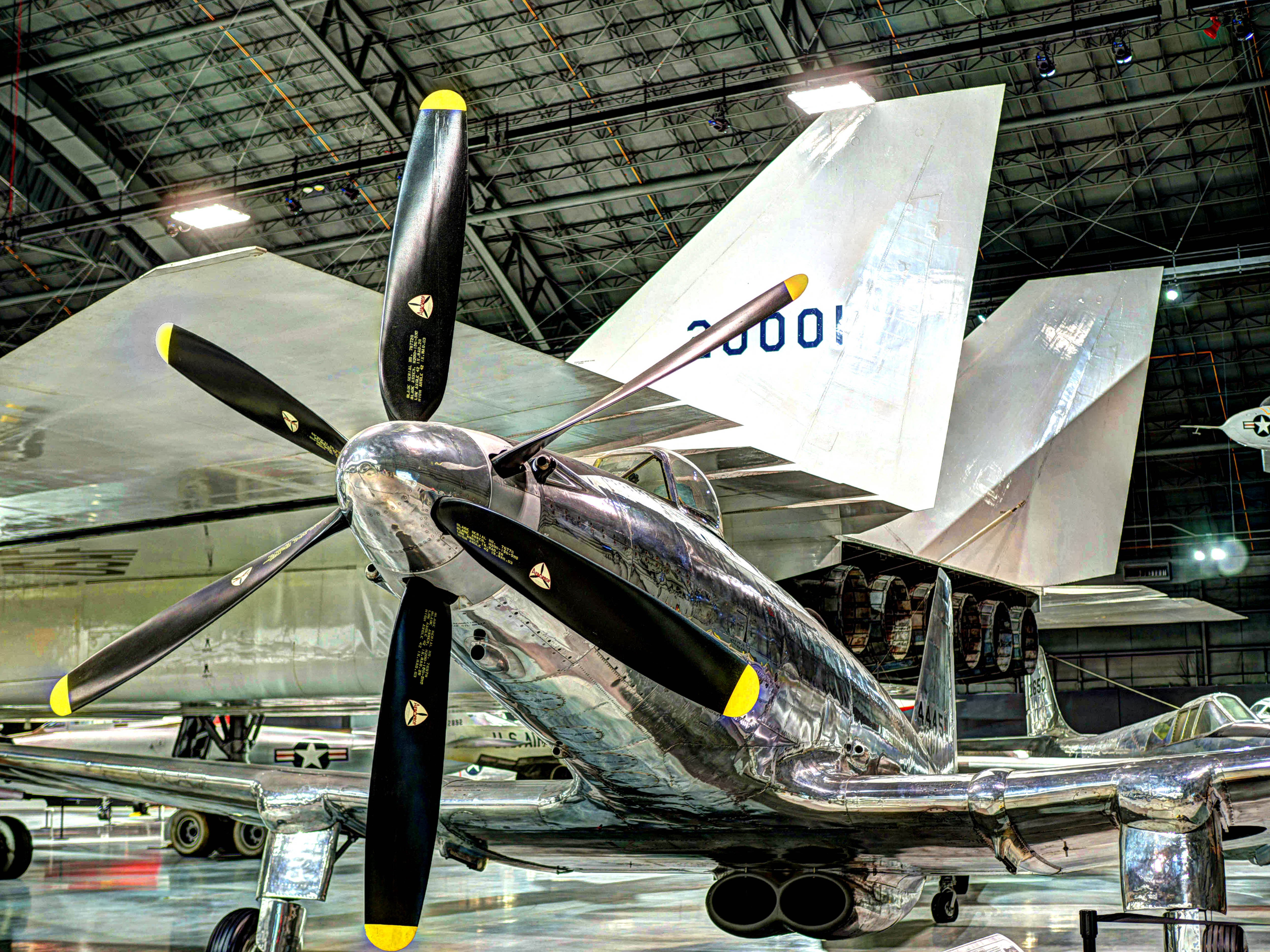
Le dernier Fisher P-75 Eagle existant, exposé au National Museum of the United States Air Force, dans le quatrième bâtiment, ouvert en 2016.

Il n'existe qu'un seul P-75 préservé : cet unique exemplaire (serial 42-78845) est exposé au National Museum of the United States Air Force, sur la base aérienne Wright-Patterson à Dayton, dans l'Ohio. Pendant plusieurs années, cet avion fut exposé dans la galerie des aéronefs expérimentaux du musée (« Experimental Aircraft Gallery »). Une détérioration importante de sa structure fut découverte par les employés en 1999, ce qui força le musée à entreprendre une restauration complète de l'avion. Le travail a été achevé et l'avion est retourné en exposition.

### Magazines
- (en) Michael O'Leary, « XP-75: Spare Parts Fighter », America's Forgotten Wings, vol. 1,‎ 1994.